# Formel 2-EM 1971
Formel 2-EM 1971 kördes över 11 deltävlingar och vanns av Ronnie Peterson.

## Delsegrare
| Datum        | Bana               | Vinnare          |
| ------------ | ------------------ | ---------------- |
| 4 april      | Hockenheimring     | Francois Cevert  |
| 12 april     | Thruxton           | Ronnie Peterson  |
| 5 maj        | Nürburgring        | Francois Cevert  |
| 16 maj       | Jarama             | Dieter Quester   |
| 27 juni      | Rouen              | Ronnie Peterson  |
| 8 augusti    | Mantorp Park       | Ronnie Peterson  |
| 12 september | Tulln-Langenlebarn | Ronnie Peterson  |
| 26 september | Albi               | Carlos Reutemann |
| 10 oktober   | Vallelunga         | Ronnie Peterson  |
| 17 oktober   | Valleunga          | Mike Beuttler    |

## Slutställning
| Plats | Förare               | Poäng |
| ----- | -------------------- | ----- |
| 1     | Ronnie Peterson      | 54    |
| 2     | Carlos Reutemann     | 40    |
| 3     | Dieter Quester       | 31    |
| 4     | Tim Schenken         | 27    |
| 5     | Francois Cevert      | 22    |
| 6     | Wilson Fittipaldi    | 16    |
| 7     | Mike Beuttler        | 12    |
| 8     | Jean-Pierre Jarier   | 10    |
| 9     | Jean-Pierre Jaussaud | 9     |
| 10    | Niki Lauda           | 8     |